# Seokguram
Seokguram är en grotta och ett eremitage till templet Bulguksa i den sydkoreanska staden Gyeongju. Den ligger öster om tempelområdet på berget Tohamsan. År 1995 sattes Seokguram tillsammans med Bulguksa upp på Unescos världsarvslista. Seokguram är Sydkoreas 24:e nationella skatt.

## Historia
Grottan sägs ha gjorts av Gin Daeseong år 751, men förblev tämligen okända. Seokguram är inte omnämnt förrän i början av 1700-talet och upptäcktes i ett mycket dåligt skick i början av 1900-talet. Japans regering genomförde restaureringsarbeten här tre gånger, men fick problem med fukt. Efter andra världskriget, negligerades Seokguram i nära två årtionden fram till 1960-talet då president Park Chung Hee startade ett restaureringsprojekt.
Seokguram är en helgedom i granit med en sittande Buddastaty i huvudkammaren. I ingångskammaren finns Boddisattvastatyer. Grottorna gjordes omkring dessa statuer för att skydda dem från vädrets makter. Taket i Seokguramgrottan är dekorerad med halvmånar och mitten i taket är dekorerad med en lotusblomma. Många människor kommer till eller nära Seokguram för att njuta av soluppgången, som här anses vara särskilt vacker.
På grund av det stora antalet renoveringar som gjorts under årens lopp och det faktum att templet var övergivet under lång tid är många detaljer omdebatterade bland forskare, såsom den exakta layouten på den ursprungliga grottan, byggnaderna i Bulguksa eller formen på vattenflödet (som inte längre existerar) framför templet.